# We Hate All Kinds of VIolence...
《We Hate All Kinds of VIolence...》는 대한민국의 음악 그룹 H.O.T.의 데뷔 앨범이다. 타이틀 곡은 〈전사의 후예〉, 후속 활동 곡은 〈캔디〉였다. 1996년 12월에는 대한민국 영상음반대상 골든디스크 부문에서 'SKC 신인상'을 수상했다.

## 수록곡
| #            | 제목                                     | 작사         | 작곡·편곡    | 재생 시간 |
| ------------ | ---------------------------------------- | ------------ | ------------ | --------- |
| 1.           | 〈Candy〉                                | 장용진       | 장용진       | 3:33      |
| 2.           | 〈널 사랑한 만큼〉                       | 곽상엽       | 곽상엽       | 3:56      |
| 3.           | 〈전사의 후예〉 (폭력시대)               | 유영진       | 유영진       | 4:21      |
| 4.           | 〈노을 속에 비친 그대 모습〉             | 강준식       | 김주현       | 3:41      |
| 5.           | 〈내가 필요할 때〉 (소년, 소녀 가장에게) | 유영진       | 유영진       | 4:30      |
| 6.           | 〈오늘도 짜증나는 날이네〉               | 김주현       | 김주현       | 3:49      |
| 7.           | 〈너는 Fast 나는 Slow〉                  | 유영진       | 유영진       | 3:39      |
| 8.           | 〈개성시대〉                             | 강준식       | 김주현       | 4:49      |
| 9.           | 〈About 女子〉                           | 강준식       | 김주현       | 3:26      |
| 총 재생 시간 | 총 재생 시간                             | 총 재생 시간 | 총 재생 시간 | 35:44     |

## 제작
이 목록은 해당 앨범 <STAFF>목록에서 발췌하였다.
H.O.T.
- 문희준 - 랩, 보컬, 코러스
- 강타 - 리드 보컬, 코러스
- 장우혁 - 랩, 코러스
- 토니 안 - 랩, 영어 랩, 보컬, 코러스
- 이재원 - 랩, 코러스

세션
- 이태윤 - 베이스 기타(3)
- 손진태(3, 5), 김주현 - 기타(4, 6, 8~9)

스탭
- 이수만 - 프로듀서
- 유영진 - 디렉터, 코러스
- KAT(허정희) - 믹싱, 녹음, 코러스
- 정영두 - 녹음, 보조 기술
- R&C 커뮤니케이션스 - 디자인
- 정해찬 - 일러스트레이터
- 고경민, 이지민 - 코디네이터
- 정해익, 김경욱 - 프로덕션

## 같이 보기
- 대한민국의 역대 음반 판매량 순위 목록